# Carl Heinrich Aster
Carl Heinrich Aster, auch Karl Heinrich Aster geschrieben (* 4. Februar 1782 in Dresden; † 23. Dezember 1855 ebenda), war ein deutscher Militärschriftsteller.

## Leben
Aster trat 1796 in die sächsische Artillerie ein und diente als Leutnant in der Schlacht bei Jena und Auerstedt. Anschließend arbeitete er als Lehrer an der Artillerieschule zu Dresden. Ab 1808 befasste er sich mit der Reorganisation der sächsischen Armee.
Im Jahr 1831 zum Oberstleutnant ernannt, nahm er 1834 seinen Abschied, wurde 1844 noch Oberst.
Carl Heinrich Aster war Sohn des Generalmajors Friedrich Ludwig Aster und Bruder des Generals Ernst Ludwig von Aster.

## Werke
- Die Lehre vom Festungskrieg. (3. Aufl., Dresden 1835, 2 Bde.)
- Unterricht für Pionier-, Sappeur-, Artillerie- und Mineurunteroffiziere. 3 Hefte (Dresden 1837–41)
- Schilderung der Kriegsereignisse in und vor Dresden im Jahr 1813. (Dresden 1844);
- Die Kriegsereignisse zwischen Peterswalde, Pirna, Königstein und Priesten im August 1813 und die Schlacht bei Kulm. (Dresden 1845)
- Die Gefechte und Schlachten bei Leipzig im Oktober 1813. 2 Bde. (Leipzig 1852–53)